# Museo Tarahumara di arte popolare
Il Museo Tarahumara di Arte Popolare (Museo Tarahumara de Arte Popular) è un museo messicano, situato nella vecchia stazione ferroviaria di Creel, il cui scopo è quello di fornire un esempio dell'ambiente sociale, naturale e storico della Sierra Tarahumara e della sua popolazione.

## Storia
L'edificio che ospita il museo è venne costruito come stazione ferroviaria di Creel nel 1928; nel 1961 a seguito dell'apertura della nuova stazione ferroviaria, l'edificio rimase vuoto. Venne ristrutturato nel 1996 con un progetto dell'architettonico Guillermo Lozano. I lavori iniziarono nel 1996 e furono completati due anni dopo; il 13 giugno 1998 aprì al pubblico. A partire dal 2017, è stato eseguito un nuovo processo di ristrutturazione sia per integrare una nuova sala espositiva temporanea dedicata all'esposizione del lavoro di artisti e talenti della comunità, sia per restaurare l'infrastruttura, quali muri, cavi elettrici, pavimenti, e salvare così la proprietà che risale alla metà del XX secolo. 
Il museo ha riaperto il 9 ottobre 2020. La facciata lato binari è stata modificata per consentire un nuovo accesso al museo, mentre quella lato strada è stata mantenuta in originale. L'obiettivo del museo è quello di pubblicizzare i temi essenziali della cultura preispanica della regione, attraverso vari elementi legati all'etnografia, all'arte popolare e alla storia. Al febbraio 2025, il museo prevedeva un costo d'ingresso di 30 pesos messicani a persona. Essendo privo di riscaldamento, durante il periodo invernale all'interno delle sale la temperatura si aggira sui 10 °C.

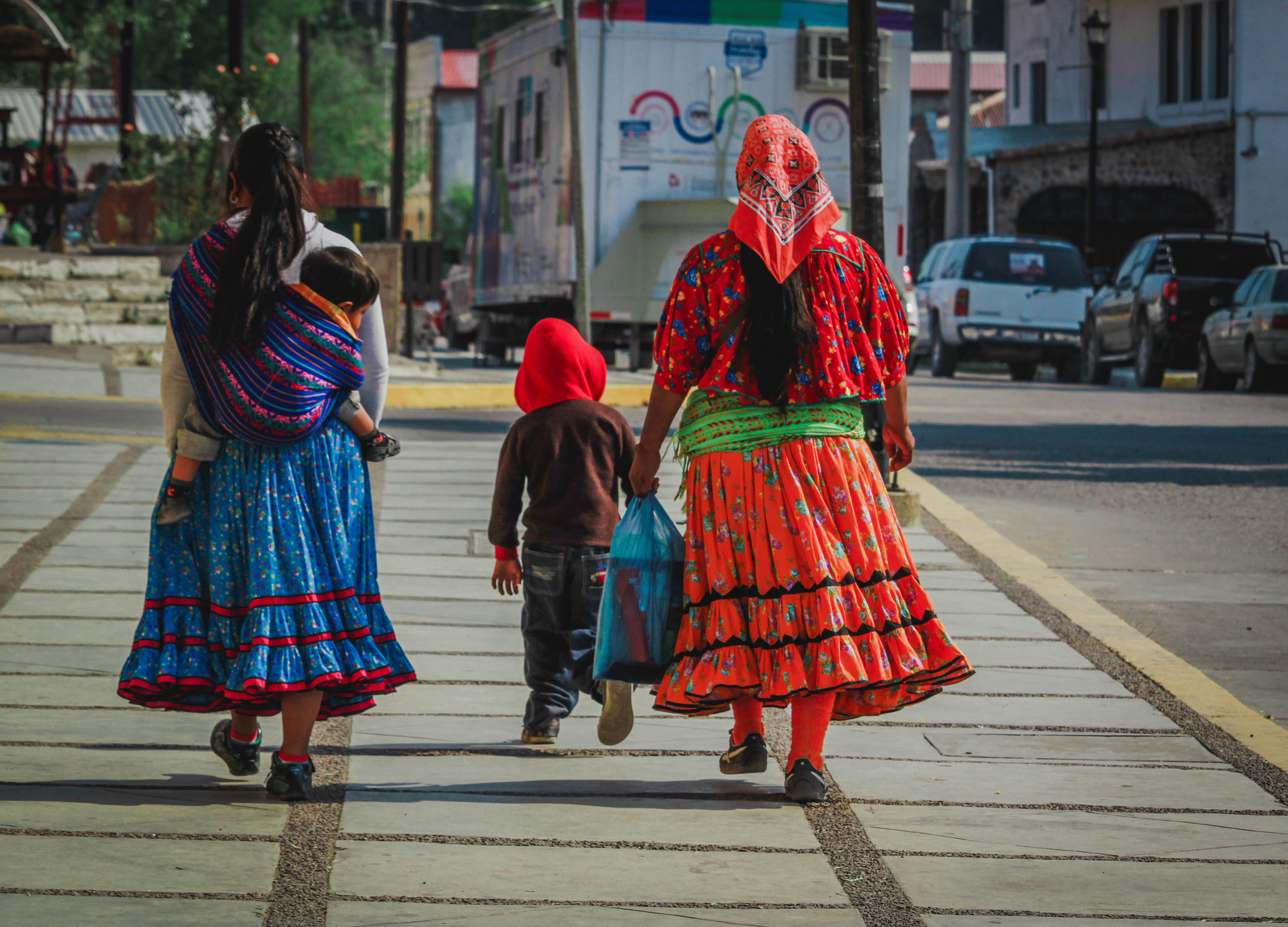
Abiti tipici Tarahumara

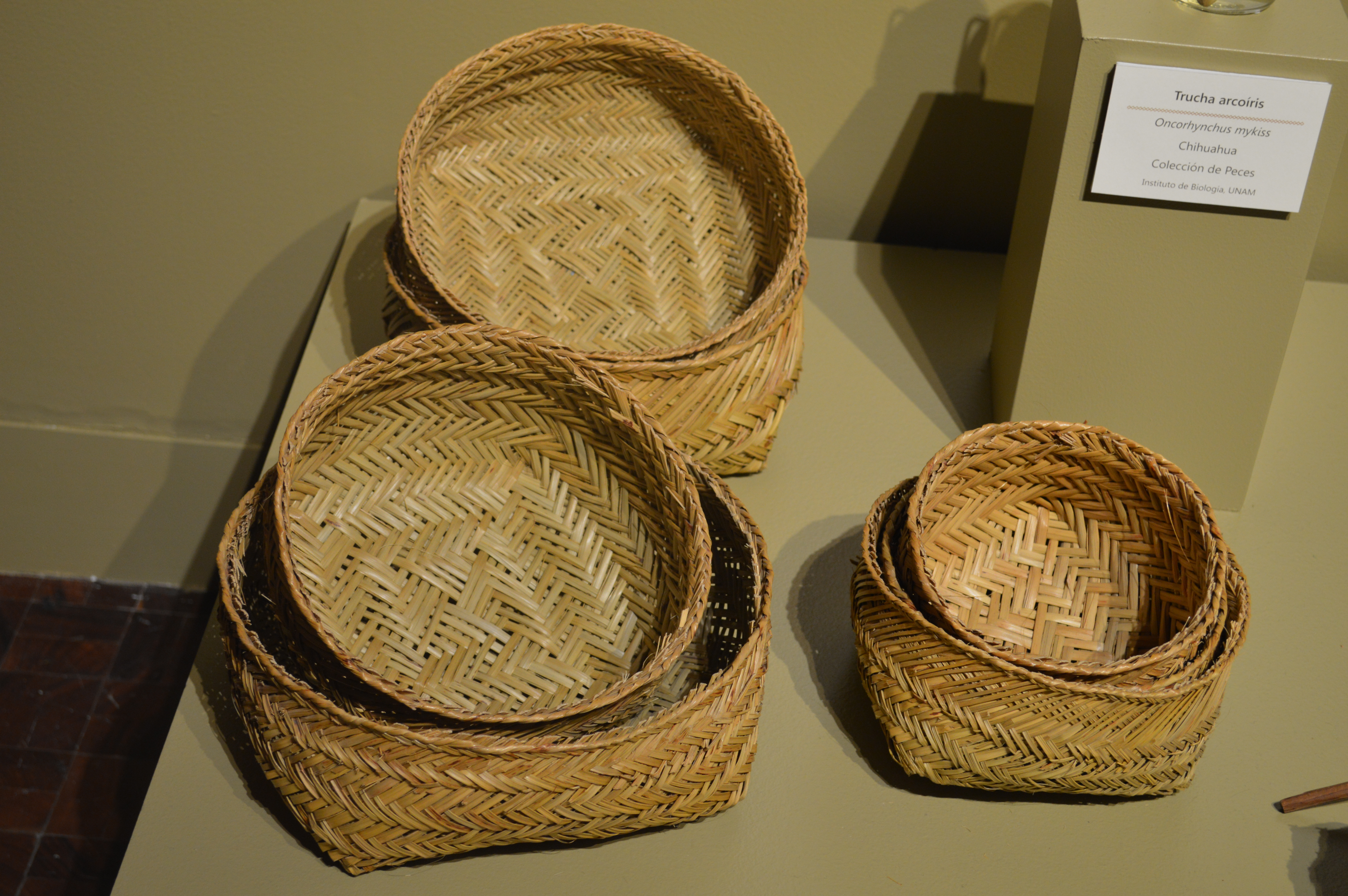
Cesti intrecciati

## Collezioni
Il museo contiene un esempio della ricchezza artigianale della cultura Tarahumara-Rarámuri: ceramiche, sculture in legno, tessuti, cuoio e vimini, ("merce", in Rarámuri). Spiccano i pezzi provenienti da Mata Ortiz, città della ceramica erede della cultura classica della città preispanica di Paquimé. Il museo dispone di sei sale espositive, collegate tra loro e unite lateralmente da un corridoio che percorre l'intero museo. Le descrizioni del materiale esposto sono in 3 lingue: spagnolo, inglese e rarámuri. Le sei sale espositive illustrano:
1. :Incontro di due mondi (meticcio e preispanico);
2. Usi, costumi e tradizioni della popolazione Tarahumara ed espone abiti tipici usati dai Tarahumara e oggetti di uso quotidiano;
3. Medicina tradizionale e cerimonie religiose;
4. Sala espositiva fotografica permanente, viaggio nel paese dei Tarahumara, del fotografo francese Gerard Tournebize;
5. Sala espositiva temporanea, espone fotografie e altro materiale per periodi più o meno brevi;
6. Negozio di artigianato locale.[5]

Si danno anche informazioni biografiche su autori come Ro'lólisi (Dolores) Batista, poeta, saggista, traduttrice e promotrice sociale Rarámuri, o sugli sport praticati dalla comunità, come l'"ariweta", un gioco tradizionale Rarámuri a cui partecipano solo le donne o il "Rarajípame", una corsa con la palla, che può essere praticato da uomini di qualsiasi età e che consiste nel correre tra sentieri di montagna, calciando una palla di legno in due squadre, da due a cinque membri ciascuno. Viene dato anche spazio alla partecipazione a competizioni sportive a livello nazionale dei Tarahumara, in particolare la corsa, sport molto praticato dalla comunità, nel 1928, il governo messicano iscrisse alla Maratona due Tarahumara, che ottennero il 32º e il 35º posto. La Sala espositiva temporanea espone anche i pezzi vincitori del concorso statale di artigianato, che per tradizione, ogni anno si tiene a Creel. I pezzi vincenti occupano un posto speciale e vengono sostituiti l'anno seguente.